# دانيلو سانتاكروز
دانيلو سانتاكروز (بالإسبانية: Juan Danilo Santacruz)‏ (12 يونيو 1995 بكاغوازو في باراغواي - ) هو مدرب كرة قدم ولاعب كرة قدم باراغواياني في مركز الوسط. شارك مع منتخب الباراغواي تحت 20 سنة لكرة القدم. أما مع النوادي، فقد لعب مع نادي ليبرتاد.

## وصلات خارجية
- دانيلو سانتاكروز على موقع قاعدة بيانات كرة القدم.إي يو (الإنجليزية)
- دانيلو سانتاكروز على موقع Soccerway.com (الإنجليزية)
- دانيلو سانتاكروز على موقع AS.com (الإسبانية)